# Rhogeessa parvula
Rhogeessa parvula es una especie de murciélago de la familia Vespertilionidae.

## Distribución geográfica
Es  endémica de México, se encuentra desde Sonora hasta Oaxaca y las islas Tres Marías.